# Blabia meinerti
Blabia meinerti är en skalbaggsart som först beskrevs av Aurivillius 1900.  Blabia meinerti ingår i släktet Blabia och familjen långhorningar.
Artens utbredningsområde är Venezuela. Inga underarter finns listade.